# Staatsmeisterschaft von Rondônia (Frauenfußball)
Die Staatsmeisterschaft von Rondônia für Frauenfußball (portugiesisch Campeonato Rondoniense de Futebol Feminino) ist die seit 2008 von der Federação de Futebol do Estado de Rondônia (FFER) ausgetragene Vereinsmeisterschaft im Frauenfußball des Bundesstaates Rondônia in Brasilien.
Die Staatsmeisterschaft wurde 2008 von der FFER etabliert um einen Teilnehmer für die in jenem Jahr erstmals ausgerichtete Copa do Brasil Feminino zu ermitteln. Seit 2017 wird über sie die Qualifikation für die brasilianischen Meisterschaft der Frauen entschieden, zuerst für deren zweite Liga (Série A2) und seit 2021 für die dritte Liga (Série A3).

## Meisterschaftshistorie

### Ehrentafel der Gewinner
| 0       | |
| 4 Titel | Real Ariquemes EC (Ariquemes)                                                                        |
| 3 Titel | SC Genus (Porto Velho)                                                                               |
| 2 Titel | Porto Club (Porto Velho) Porto Velho EC (Porto Velho)                                                |
| 1 Titel | Futebolística Juventus (Porto Velho) EC Espigão (Espigão d’Oeste) Rolim de Moura EC (Rolim de Moura) |

### Chronologie der Meister
| Saison | Meister                          | Vizemeister                      | Torschützenkönigin               |       |
| ------ | -------------------------------- | -------------------------------- | -------------------------------- | ----- |
| 2008   | SC Genus                         | Futebolística Juventus           | ?                                |       |
| 2009   | Futebolística Juventus           | SC Genus                         | ?                                |       |
| 2010   | SC Genus                         | Futebolística Juventus           | ?                                |       |
| 2011   | Meisterschaft nicht ausgetragen. | Meisterschaft nicht ausgetragen. | Meisterschaft nicht ausgetragen. |       |
| 2012   | Meisterschaft nicht ausgetragen. | Meisterschaft nicht ausgetragen. | Meisterschaft nicht ausgetragen. |       |
| 2013   | EC Espigão                       | Rolim de Moura EC                | ?                                |       |
| 2014   | SC Genus                         | EC Espigão                       | ?                                |       |
| 2015   | Meisterschaft nicht ausgetragen. | Meisterschaft nicht ausgetragen. | Meisterschaft nicht ausgetragen. |       |
| 2016   | Porto Club                       | EC Espigão                       | ?                                |       |
| 2017   | Porto Club                       | Barcelona FC                     | ?                                |       |
| 2018   | Porto Velho EC                   | Real Ariquemes EC                | ?                                |       |
| 2019   | Real Ariquemes EC                | Porto Velho EC                   | ?                                | [ 1 ] |
| 2020   | Real Ariquemes EC                | SC Genus                         | ?                                |       |
| 2021   | Real Ariquemes EC                | Barcelona FC                     | ?                                |       |
| 2022   | Real Ariquemes EC                | Porto Velho EC                   | ?                                | [ 2 ] |
| 2023   | Porto Velho EC                   | Vilhenense EC                    | ?                                | [ 3 ] |
| 2024   | Rolim de Moura EC                | SC Genus                         | ?                                | [ 4 ] |

## Weblink
- Meisterliste auf der offiziellen Verbandswebseite ffer.com.br